# ハーコート・ウィリアムズ
アーネスト・ジョージ・ハーコート・ウィリアムズ（Ernest George Harcourt Williams、1880年3月30日 - 1957年12月13日）は、イギリスの俳優、監督。ツアー会社で経験を積んだあとはウェスト・エンド・シアターでその地位を確立。1929年から1934年までオールド・ヴィック・シアターのディレクターを務めた。彼が採用した俳優の中にはジョン・ギールグッドやラルフ・リチャードソンがいた。